# JeuxDeMots
JeuxDeMots est un jeu sérieux développé par le LIRMM et relevant du modèle de Game with a purpose (en) (ou GWAP : jeu avec un but) dont l'objet est la construction d'une base de connaissance sous la forme d'un réseau lexical. 

## Réseau lexical

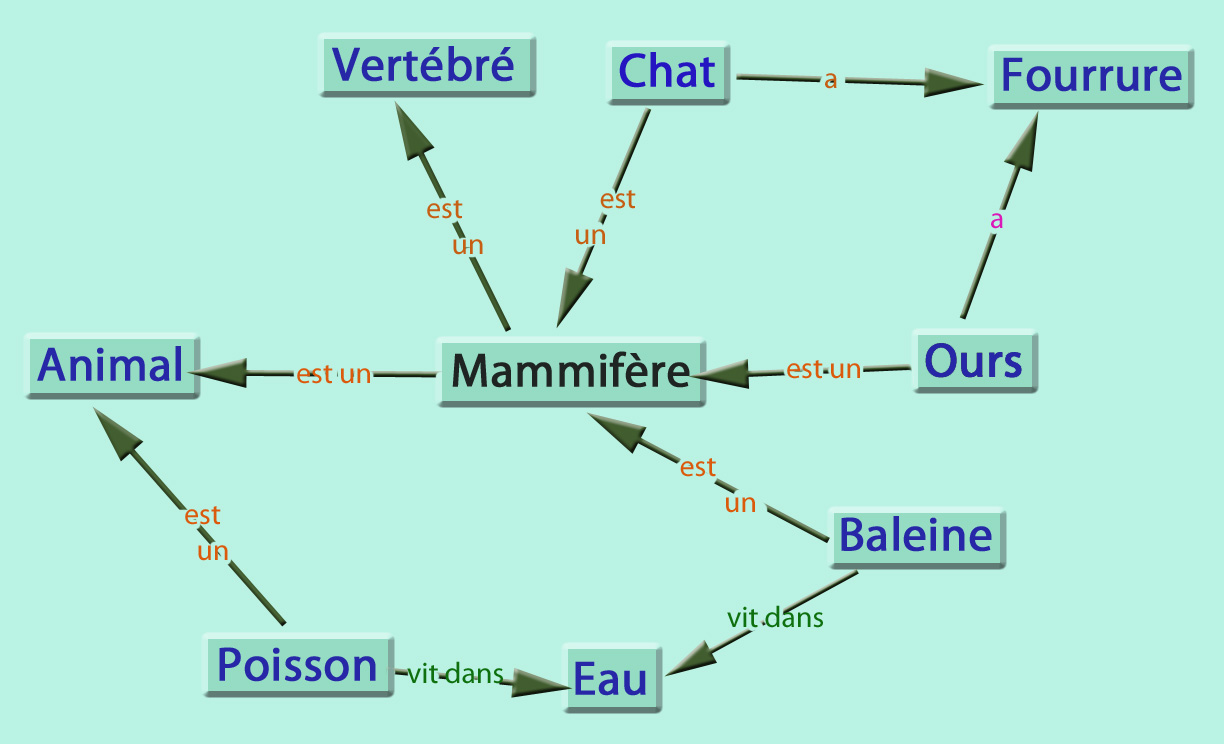
Portion de réseau sémantique.

Un réseau lexical est une structure qui recense les relations lexicales et sémantiques qui existent entre les mots d'une même langue. Un tel réseau est un graphe, dont les nœuds correspondent à des termes et les arcs à des types de relations entre ces termes. Ainsi, les associations d'idées que l'on peut faire avec un terme donné constituent le plus élémentaire des types de relations du réseau. (par exemple, le terme chat est un nœud relié aux nœuds miauler, félin, griffe, litière, ronronner, minou, souris, croquettes, animal de compagnie, etc. par des arcs correspondant à la relation idées associées).
Le réseau lexical JeuxDeMots définit ainsi une centaine de types de relations, qui sont soit lexicales (synonymie, dérivé morphologique, dérivés étymologiques, etc.) soit sémantiques (thèmes/domaines, patients/agents typiques pour les verbes, hyperonymes, holonymes, causes/conséquences, sentiments associés, etc.). Au sein du réseau, les relations sont orientées et pondérées (une relation donnée est orientée d'un terme vers un autre avec un poids proportionnel à la fréquence avec laquelle elle associe ces deux termes). Un poids négatif représente une impossibilité (par exemple autruche peut <0 voler). Certains nœuds correspondent aux différents usages d'un même terme (par exemple avocat (justice) et avocat (fruit)).

Le logo du jeu principal

## Principe
JeuxDeMots est un jeu conçu en 2007 pour acquérir des données lexicales : ce sont les joueurs qui les fournissent en répondant à une consigne donnée relativement à un terme cible. Ce système de collecte de données repose sur le principe selon lequel les données recueillies sont supposées valides dès lors qu'elles sont données par deux joueurs en réponse à la même consigne et sur le même terme, sans qu'ils n'aient la possibilité de communiquer. Les termes qui s'avèrent être communs quand on confronte les réponses des deux joueurs deviennent des relations au sein du réseau lexical en construction.
Par exemple :
- Consigne : Donnez des génériques du terme chat
- Réponses du joueur A : animal, félin, mammifère, vertébré
- Réponses du joueur B : carnivore, animal, félidé, animal de compagnie, mammifère
- Les réponses communes aux deux joueurs sont : mammifère, animal. Dans le réseau vont donc être créées les deux relations suivantes :chat----a pour générique > mammifère et chat----a pour générique > animal

Les parties se jouent en temps limité et de façon asynchrone. Les joueurs gagnent d'autant plus de points qu'ils ont de réponses communes, mais, pour favoriser l'enrichissement du réseau et la diversité des relations qui le constituent, les joueurs sont incités à faire preuve d'originalité : les associations de termes les plus évidentes, celles qui viennent à l'esprit en premier, sont pénalisées (perte de points) dès lors qu'elles ont été proposées par un certain nombre de couples de joueurs, tandis qu'une prime est accordée aux associations de termes moins souvent proposées, donc moins solidement établies au sein du réseau, et a fortiori à la création de relations inédites.
L'accumulation de relations ainsi validées par les propositions communes des joueurs construit progressivement le réseau lexical au sein duquel les liens entre termes sont typés par la nature de la consigne qui les a générés et pondérés par le nombre de couples de joueurs qui les ont suggérés. JeuxDeMots est donc une stratégie d'acquisition de ressources lexicales exploitant le fait établi que les données fournies par un très grand nombre de non-experts qui ne se concertent pas sont de meilleure qualité que celle émanant des travaux d'un petit groupe d'experts. En effet, un joueur expérimenté va répondre de façon plus organisée, plus originale et plus pertinente et améliorer ainsi la qualité de sa contribution au réseau lexical. De même, en acquérant de l'expérience, et une compréhension du jeu plus fine, il va chercher la confrontation avec des termes / consignes plus difficiles de manière à améliorer significativement son classement,.

## Chiffres
Amorcé en 2007 avec environ 150 000 termes sans aucune relation entre eux, le réseau JeuxDeMots comptait en décembre 2023 plus de six millions de termes liés par environ 550 millions de relations. 
Environ 1,5 million de parties de JeuxDeMots ont été jouées depuis le début, et plus de 200 millions sur l'ensemble des jeux constituant le projet. JeuxDeMots et les autres jeux du projet sont des jeux gratuits et les données lexicales constituant le réseau sont librement accessibles et téléchargeables sous la licence Domaine Public. 
L'acquisition de données lexicales via cette approche ludique est efficace, en particulier pour les langues peu dotées en ressources d'informatique linguistique et pour la recherche en TAL,,. Elle respecte également une certaine éthique, en évitant le recours à des travailleurs anonymes sous-payés.

## Applications
En tant que base de connaissance, le réseau lexical obtenu est le support d'un certain nombre d'applications et activités pédagogiques,, ou relevant du TAL, comme l'analyse de discours ou d'opinions,. Plus généralement, c'est un ensemble de données organisées exploitable en intelligence artificielle pour réaliser des inférences, et sa structure de réseau favorise la réalisation d'algorithmes de propagation, qui en circulant de nœud en nœud permettent d'élaborer des explications sous forme de chemins dans le réseau. La richesse et la diversité des données lexicales permettent également de modéliser des analogies ou des comparaisons pour la détection de métaphores ou leur résolution.
Le Laboratoire d'Informatique de Grenoble a utilisé le modèle JeuxDeMots  pour produire des ressources lexicales dans un certain nombre de langues peu dotées en ressources linguistiques, comme l'arabe, le khmer, le portugais, le japonais, le vietnamien, le bengali, le comorien...

## Licence
Bien que créé depuis plus 15 ans dans le cadre d'un projet de recherche par une institution universitaire publique, son code source demeure sous licence propriétaire. La divulgation du code source pourrait avoir pour conséquence la corruption des données par les joueurs et favoriser la tricherie. Les données collectées par JeuxDeMots sont librement accessibles sous la licence CCO (Domaine Public).